# 3865 Lindbloom
3865 Lindbloom è un asteroide della fascia principale. Scoperto nel 1988, presenta un'orbita caratterizzata da un semiasse maggiore pari a 2,3981719 au e da un'eccentricità di 0,0790576, inclinata di 6,55351° rispetto all'eclittica.
L'asteroide è dedicato all'astronomo amatoriale statunitense George G. Lindbloom.